# R.G. 스프링스틴
R.G. 스프링스틴(R. G. Springsteen, 1904년 9월 8일 ~ 1989년 12월 9일)은 미국의 영화 감독, 배우, 텔레비전 감독, 영화배우, 각본가, 영화 프로듀서이다.
터코마에서 태어났으며 로스앤젤레스에서 사망하였다.

## 영화
- 보난자 (1959년)
- 로우하이드 (1959년)
- 딜론 보안관 (1955년)